# Gnamptogenys
Gnamptogenys es un género de hormigas de la tribu, Ectatommini, orden Hymenoptera. Fue descrita por Roger en 1863.

## Ejemplares

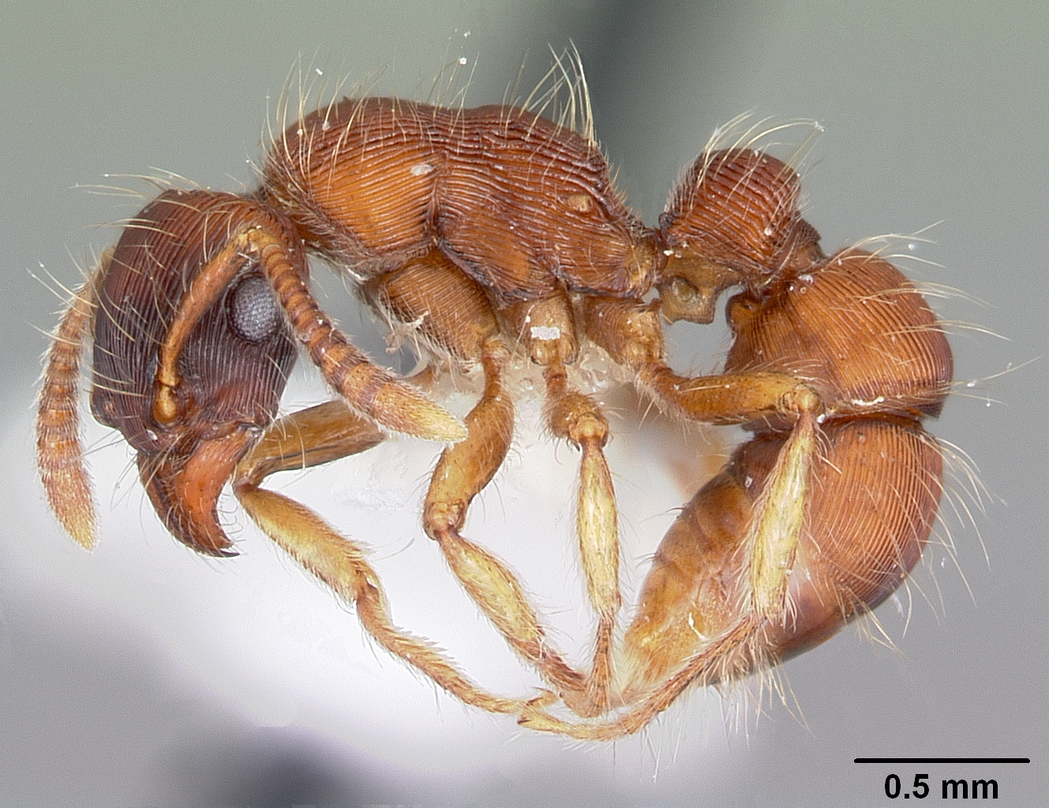
Gnamptogenys hartmani
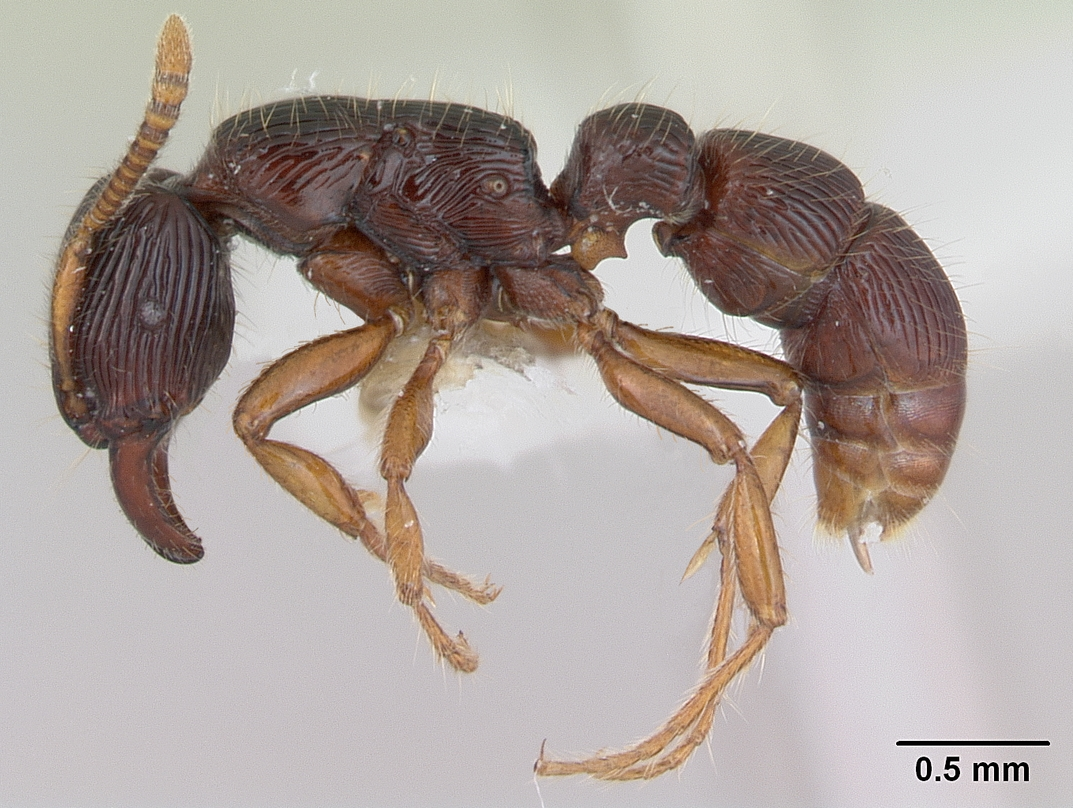
Gnamptogenys continua
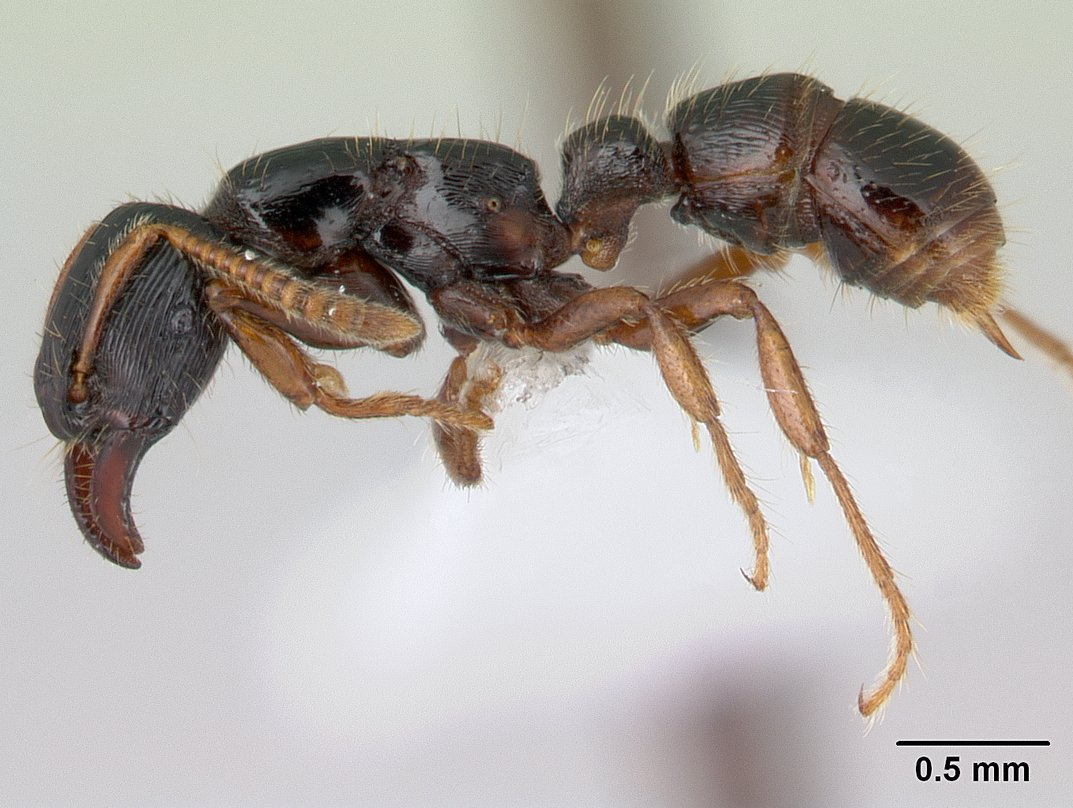
Gnamptogenys interrupta
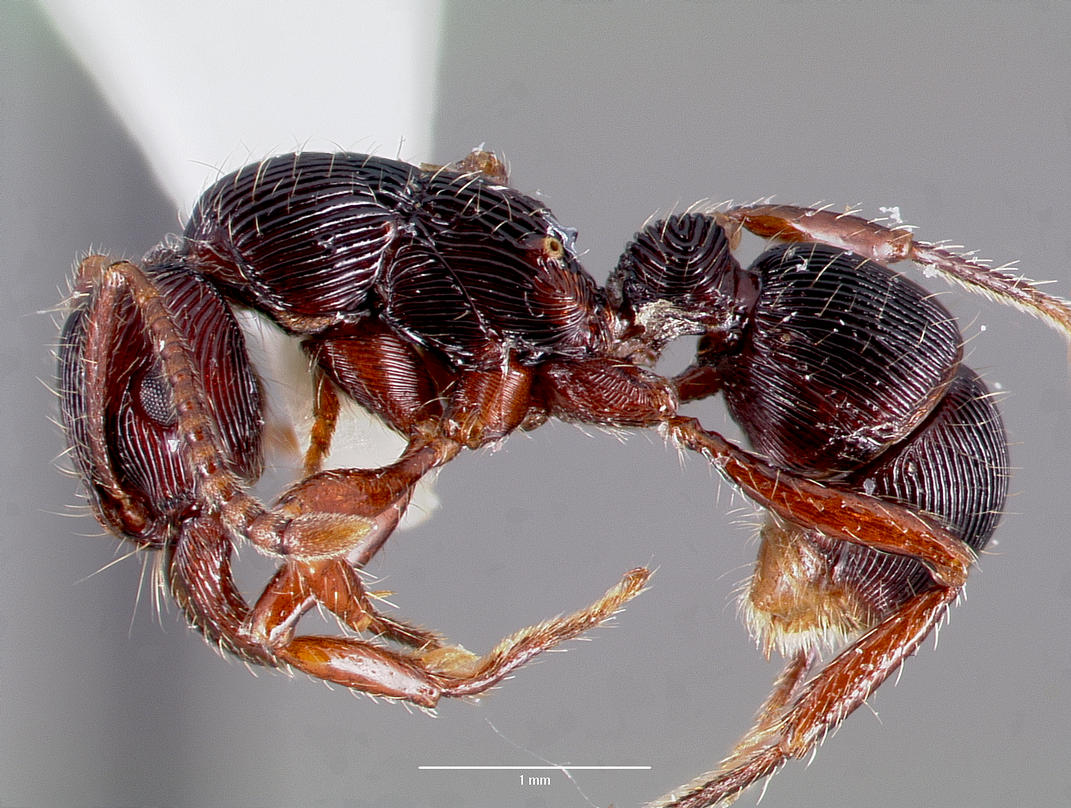
Gnamptogenys triangularis
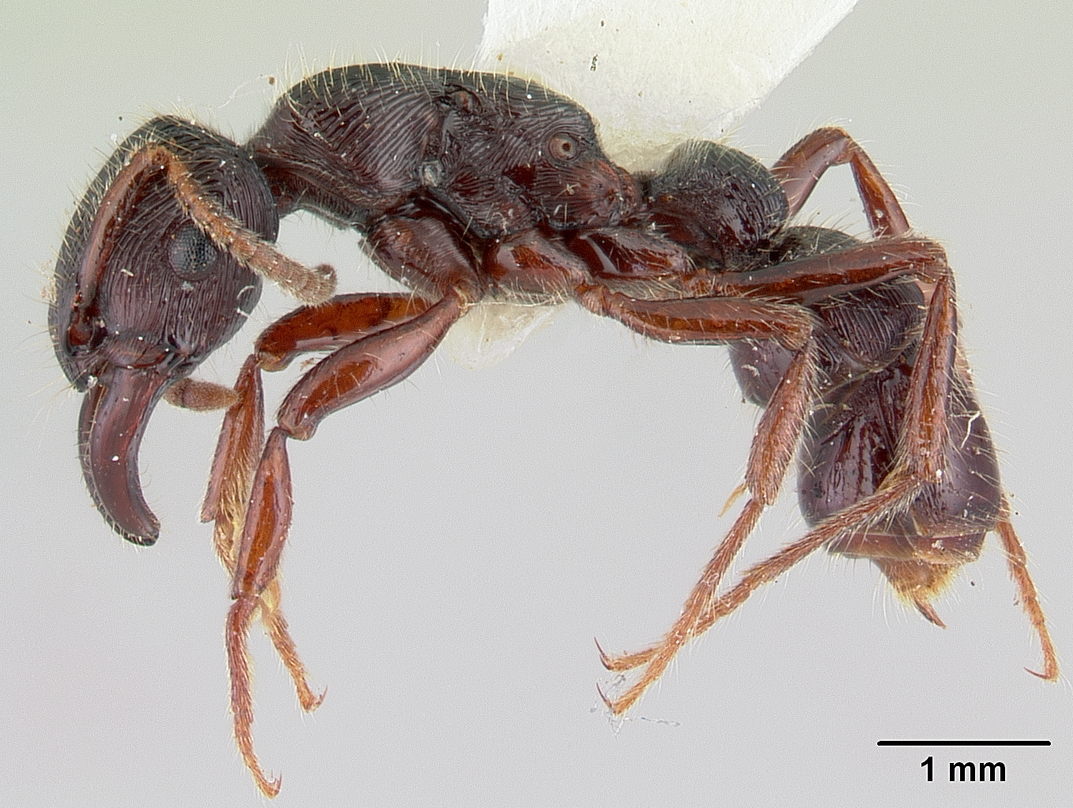
Gnamptogenys mordax

## Distribución
El género tiene una amplia distribución. Se sabe que habita en las regiones Neártico, Neotrópico, Indomalaya y Australasia.

## Especies
- Gnamptogenys acuminata (Emery, 1896)
- Gnamptogenys acuta (Brown, 1956)
- Gnamptogenys albiclava (Mann, 1919)
- Gnamptogenys alfaroi (Emery, 1894)
- Gnamptogenys ammophila Lattke, 1990
- Gnamptogenys andersoni Lattke, Fernández, Arias-Penna, Palacio, MacKay & MacKay, 2008
- Gnamptogenys andina Lattke, 1995
- Gnamptogenys annulata (Mayr, 1887)
- Gnamptogenys arcuata (Santschi, 1929)
- Gnamptogenys aspera Morgan, Mackay & Pacheco, 2003
- Gnamptogenys aterrima (Mann, 1921)
- Gnamptogenys atrata Lattke, 2004
- Gnamptogenys auricula Lattke, Fernández, Arias-Penna, Palacio, MacKay & MacKay, 2008
- Gnamptogenys avus Camacho, Franco & Feitosa, 2020
- Gnamptogenys banksi (Wheeler, 1930)
- Gnamptogenys bicolor (Emery, 1889)
- Gnamptogenys biloba Lattke, 2004
- Gnamptogenys binghamii (Forel, 1900)
- Gnamptogenys biquetra Lattke, 2002
- Gnamptogenys biroi (Emery, 1901)
- Gnamptogenys bispinosa (Emery, 1890)
- Gnamptogenys bisulca Kempf & Brown, 1968
- Gnamptogenys boliviensis Lattke, 1995
- Gnamptogenys bruchi (Santschi, 1922)
- Gnamptogenys brunnea Lattke, 1995
- †Gnamptogenys brunoi Lattke, 2002
- Gnamptogenys bufonis (Mann, 1926)
- Gnamptogenys bulbopila Lattke, 2004
- Gnamptogenys caelata Kempf, 1967
- †Gnamptogenys casca Lattke, 2002
- Gnamptogenys chapmani Brown, 1958
- Gnamptogenys coccina Zhou, 2001
- Gnamptogenys concinna (Smith, 1858)
- Gnamptogenys continua (Mayr, 1887)
- Gnamptogenys costata (Emery, 1889)
- Gnamptogenys coxalis (Roger, 1860)
- Gnamptogenys crassicornis (Forel, 1912)
- Gnamptogenys crenaticeps (Mann, 1919)
- Gnamptogenys cribrata (Emery, 1900)
- Gnamptogenys cuneiforma Lattke, 1995
- Gnamptogenys curvoclypeata Lattke, 1990
- Gnamptogenys delta Lattke, 2004
- Gnamptogenys dentihumera Chen, Lattke & Zhou, 2020
- Gnamptogenys dichotoma Lattke, Fernández, Arias-Penna, Palacio, MacKay & MacKay, 2008
- Gnamptogenys ejuncida Lattke, 1995
- Gnamptogenys enodis Lattke, Fernández & Palacio, 2004
- Gnamptogenys epinotalis (Emery, 1897)
- Gnamptogenys ericae (Forel, 1912)
- †Gnamptogenys europaea (Mayr, 1868)
- Gnamptogenys extra Lattke, 1995
- Gnamptogenys falcaria Lattke, 2002
- Gnamptogenys falcifera Kempf, 1967
- Gnamptogenys fernandezi Lattke, 1990
- Gnamptogenys fieldi Lattke, 1990
- Gnamptogenys fistulosa Lattke, 2004
- Gnamptogenys flava Pacheco, MacKay & Morgan, 2004
- Gnamptogenys fontana Lattke, 2004
- Gnamptogenys gabata Lattke, 2004
- Gnamptogenys gastrodeia Lattke, 2004
- Gnamptogenys gentryi Lattke, 1995
- Gnamptogenys gracilis (Santschi, 1929)
- Gnamptogenys grammodes Brown, 1958
- Gnamptogenys haenschi (Emery, 1902)
- Gnamptogenys hartmani (Wheeler, 1915)
- Gnamptogenys haytiana (Wheeler & Mann, 1914)
- Gnamptogenys helisa Lattke, 2004
- Gnamptogenys horni (Santschi, 1929)
- Gnamptogenys hyalina Lattke, 2004
- Gnamptogenys ilimani Lattke, 1995
- Gnamptogenys ingeborgae Brown, 1993
- Gnamptogenys insularis Lattke, 2002
- Gnamptogenys interrupta (Mayr, 1887)
- Gnamptogenys kempfi Lenko, 1964
- Gnamptogenys lacunosa Lattke, 2004
- Gnamptogenys laevior (Forel, 1905)
- Gnamptogenys lanei Kempf, 1960
- Gnamptogenys laticephala Lattke, 1995
- Gnamptogenys latistriata Camacho, Franco & Feitosa, 2020
- Gnamptogenys lavra Lattke, 2002
- Gnamptogenys leiolabia Lattke, 2004
- Gnamptogenys lenis Camacho, Franco & Feitosa, 2020
- †Gnamptogenys levinates Baroni Urbani, 1980
- Gnamptogenys lineolata Brown, 1993
- Gnamptogenys lucaris Kempf, 1968
- Gnamptogenys lucida (Mann, 1919)
- Gnamptogenys luzonensis (Wheeler, 1929)
- Gnamptogenys macretes Brown, 1958
- Gnamptogenys major (Emery, 1901)
- Gnamptogenys malaensis (Mann, 1919)
- Gnamptogenys mecotyle Brown, 1958
- Gnamptogenys mediatrix Brown, 1958
- Gnamptogenys meghalaya Lattke, 2004
- Gnamptogenys menadensis (Mayr, 1887)
- Gnamptogenys menozzii (Borgmeier, 1928)
- Gnamptogenys mina (Brown, 1956)
- Gnamptogenys minuta (Emery, 1896)
- Gnamptogenys moelleri (Forel, 1912)
- Gnamptogenys mordax (Smith, 1858)
- Gnamptogenys nana Kempf, 1960
- Gnamptogenys nanlingensis Chen, Lattke & Zhou, 2017
- Gnamptogenys nigrivitrea Lattke, 1995
- Gnamptogenys niuguinensis Lattke, 2004
- Gnamptogenys ortostoma Lattke, 2004
- Gnamptogenys palamala Lattke, 2004
- Gnamptogenys panda (Brown, 1948)
- Gnamptogenys paso Lattke, 2004
- Gnamptogenys perspicax Kempf & Brown, 1970
- Gnamptogenys pertusa Lattke, 2004
- Gnamptogenys petiscapa Lattke, 1990
- Gnamptogenys piei Dias & Lattke, 2019
- Gnamptogenys pilosa Lattke, 1995
- Gnamptogenys pittieri Lattke, 1990
- Gnamptogenys pleurodon (Emery, 1896)
- Gnamptogenys polytreta Lattke, 2004
- Gnamptogenys porcata (Emery, 1896)
- Gnamptogenys posteropsis (Gregg, 1951)
- Gnamptogenys preciosa Lattke, 2004
- †Gnamptogenys pristina Baroni Urbani, 1980
- Gnamptogenys quadrutinodules Chen, Lattke & Zhou, 2017
- Gnamptogenys rastrata (Mayr, 1866)
- Gnamptogenys regularis Mayr, 1870
- Gnamptogenys reichenspergeri (Santschi, 1929)
- Gnamptogenys relicta (Mann, 1916)
- Gnamptogenys rimulosa (Roger, 1861)
- †Gnamptogenys rohdendorfi Dlussky, 2009
- Gnamptogenys rugodens Lattke, 2004
- Gnamptogenys rumba Lattke, 2002
- Gnamptogenys scalpta Lattke, 2004
- Gnamptogenys schmitti (Forel, 1901)
- Gnamptogenys semiferox Brown, 1958
- Gnamptogenys siapensis Lattke, 1995
- Gnamptogenys sichuanensis Lattke, 2004
- Gnamptogenys sila Lattke, 2004
- Gnamptogenys simulans (Emery, 1896)
- Gnamptogenys sinensis Wu & Xiao, 1987
- Gnamptogenys solomonensis Lattke, 2004
- Gnamptogenys spiralis (Karavaiev, 1925)
- Gnamptogenys stellae Lattke, 1995
- Gnamptogenys striatula Mayr, 1884
- Gnamptogenys strigata (Norton, 1868)
- Gnamptogenys striolata (Borgmeier, 1957)
- Gnamptogenys sulcata (Smith, 1858)
- Gnamptogenys taivanensis (Wheeler, 1929)
- Gnamptogenys toronates Lattke, 2004
- Gnamptogenys tortuolosa (Smith, 1858)
- Gnamptogenys transversa Lattke, 1995
- Gnamptogenys treta Lattke, 2004
- Gnamptogenys triangularis (Mayr, 1887)
- Gnamptogenys volcano Lattke, 1995
- Gnamptogenys vriesi Brandão & Lattke, 1990
- Gnamptogenys wallacei (Donisthorpe, 1932)
- Gnamptogenys wheeleri (Santschi, 1929)
- Gnamptogenys wilsoni Lattke, Fernández & Palacio, 2007